# Uras
Uras (sardinski: Ùras) je grad i općina (comune) u pokrajini Oristanu u regiji Sardiniji, Italija. Nalazi se na nadmorskoj visini od 23 metra i ima 2 856 stanovnika.
 Prostire se na 39,24 km². Gustoća naseljenosti je 73 st/km².
Susjedne općine su: Marrubiu, Masullas, Mogoro, Morgongiori, San Nicolò d'Arcidano i Terralba.